# 嵩阳街道 (登封市)
嵩阳街道，是中华人民共和国河南省郑州市登封市下辖的一个乡镇级行政单位。

## 行政区划
嵩阳街道下辖以下地区：
嵩溪园社区、双溪园社区、七星街社区、长春园社区、嵩阳桥社区、鸡鸣街社区、民族路社区、望箕路社区、日珍街社区、迎仙阁社区、新兴街社区、文庙街社区、玉溪路社区、苹果园社区、颖河路社区、守敬路社区、嵩山村和北旨村。